# 마르칸토니오 바르바로
마르칸토니오 바르바로(이탈리아어: Marcantonio Barbaro, 1518년 ~ 1595년)는 베네치아 공화국의 외교관, 정치인이다.
파도바 대학교를 졸업하고 1561년부터 1564년까지 프랑스, 1568년부터 1573년, 1574년에 오스만 제국에서 대사로 활약했다. 1571년에는 키프로스에 대한 오스만 제국의 점유를 인정하는 조약 체결 과정에 참여하였다. 마세르에 있는 빌라 바르바로의 설계 작업에 안드레아 팔라디오, 형인 다니엘레 바르바로와 함께 참여하였다. 빌라 바르바로는 1996년에 ‘비첸차 시와 베네토주의 팔라디오 빌라’(City of Vicenza and the Palladian Villas of the Veneto)에 포함되어 유네스코 세계유산으로 등록되었다.

## 같이 보기
- 다니엘레 바르바로
- 안드레아 팔라디오
- 빌라 바르바로